# Großes Walsertal
 (février 2017).
Si vous disposez d'ouvrages ou d'articles de référence ou si vous connaissez des sites web de qualité traitant du thème abordé ici, merci de compléter l'article en donnant les références utiles à sa vérifiabilité et en les liant à la section « Notes et références ».

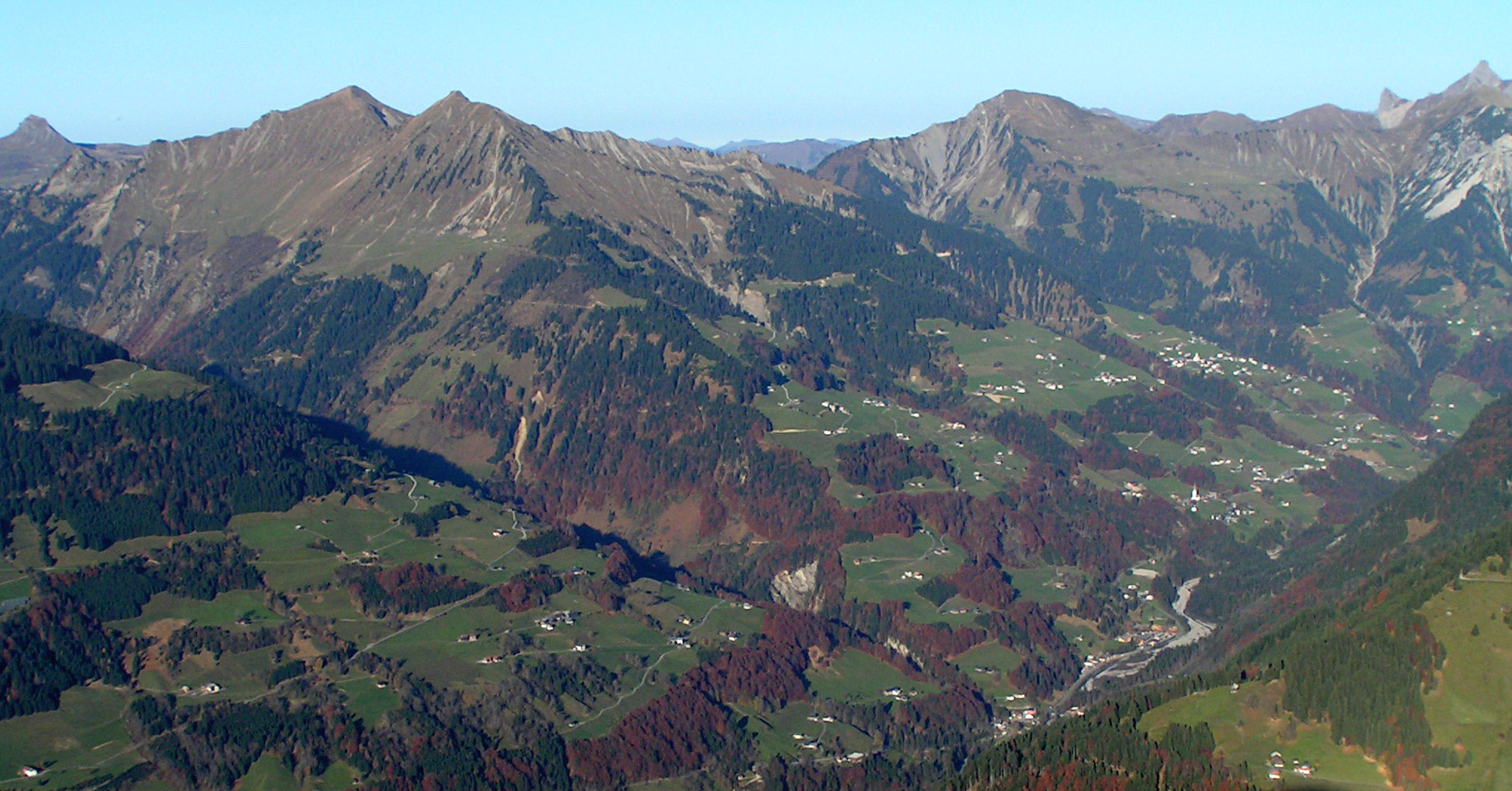
Großes Walsertal en 2005

Le Großes Walsertal (« grande vallée des Walser ») se trouve dans la région autrichienne du Vorarlberg. C’est une vallée secondaire de la vallée du Walgau et s’étend vers le nord à partir de celle-ci en direction du centre montagneux de la région. La vallée s’arrête au Bregenzerwald.
Le nom de cette vallée vient du peuple alémanique des Walser qui s’installèrent là au XIIIe siècle, après avoir quitté le canton suisse du Valais.

## Histoire
Le Großes Walsertal fut occupé au XIIIe siècle par les Walser. Ceux-ci émigrèrent à partir du territoire de l’actuel canton suisse du Valais et occupèrent aussi des régions de l’actuel canton des Grisons et de la principauté du Liechtenstein ainsi que de la région actuelle du Vorarlberg (les vallées Laternser et Kleinwalser).
Les Habsbourg régnèrent à partir du XVe siècle sur le Vorarlberg et donc aussi sur les localités du Großes Walsertal. De 1805 à 1814, la vallée fit partie de l’état de Bavière, puis en 1814 à nouveau de l’Autriche. Entre 1945 et 1955, elle fit partie de la zone d’occupation française en Autriche.
Aujourd’hui, ce sont environ 3500 personnes qui vivent dans la vallée.

## Biosphère
Les communes de la vallée se sont regroupées en réserve de biosphère, appelée Biosphärenpark Großes Walsertal, le premier parc naturel du Vorarlberg, certifié par l’UNESCO. Au sein du programme de l’UNESCO sur l’homme et la biosphère (MAB = Mann and Biosphere), un parc naturel sur une base communale représente une exception mais correspond au concept d’imbrication locale avec un lien étroit entre population et espace naturel.

## Culture
Depuis 2004, le festival culturel Walserherbst  a lieu tous les deux ans, en automne. Durant trois semaines, le festival permet des rencontres avec l’art contemporain, dans les différents domaines que sont la littérature, le cinéma, la musique, le théâtre, par des expositions et des ateliers. Avant son report à 2021, l’édition 2020 du Walserherbst devait aussi marquer les 20 ans du parc de la biosphère Großes Walsertal. Et en collaboration avec celle-ci, le festival devait démarrer une discussion thématique autour de « Alles Verkehr (t) » [Le tout traffic (trafiqué)] et proposer des conférences, des films, une exposition et les résultats d’une étude et des discussions entre les résidents sur l’avenir de la mobilité dans la région.